# Team Ico
Team Ico (estilizado como Team ICO) foi uma equipe japonesa de desenvolvimento de jogos, liderada pelo designer Fumito Ueda. Trabalhando sob a Sony Computer Entertainment Japan Studio, no Departamento #1 de Desenvolvimento de Produto, a equipe já desenvolveu os jogos Ico e Shadow of the Colossus, ambos para o PlayStation 2. A equipe foi montada principalmente de pessoas de fora dos jogos da indústria em uma tentativa de diversificar o portifólio da Sony. Seus jogos são caracterizados por terem pouquíssimos, porém memoráveis e cativantes personagens, narrativas minimalistas, uso atmosférico de iluminação bloom e HDR, cuidado atencioso com a trilha sonora e a utilização de sons em geral, idiomas fictícios, um estilo de arte diferenciado, e uma forte animação. Seus jogos são frequentemente citados como exemplos de arte nos videogames. A série Ico usa um pseudo-idioma, como aqueles apresentados em Another World e na série Panzer Dragoon.

## Projetos atuais
Em fevereiro de 2007, a Team ICO tomou uma página inteira de anúncio na revista japonesa sobre videogames, Famitsu. O anúncio apresentava alguns conceitos em rascunhos numas anotações, sugerindo que o novo jogo da equipe estaria, até então, nas fases iniciais do projeto.
Em janeiro de 2008, a Sony atualizou sua seção de carreiras com a primeira captura de tela do terceiro jogo da Team ICO, direcionado para o PlayStation 3. Os cargos estavam disponíveis para planejadores, animadores, artistas e designers de efeito.
Em maio de 2009, Fumito Ueda, o designer líder de Ico e Shadow of the Colossus, disse que o novo jogo, "pode ser algo parecido com o que tem sido feito... A essência do jogo é mais próxima à Ico."
Um vídeo lançado semanas antes da E3 2009 mostrava cenas iniciais do jogo com o seu então título, Project Trico. O vídeo mostrava um jovem garoto amigavelmente acompanhado de uma criatura parecida com um grifo, que aparece para combinar a funcionalidade de Yorda de Ico, com a de Agro e os colossos de Shadow of the Colossus, atuando tanto como um companheiro, quanto como um meio de transporte que pode ser escalado livremente. Na E3 2009, foi revelado o título de lançamento do projeto como The Last Guardian. A Sony havia dito que o jogo teria seu lançamento no outono (hemisfério norte) de 2011. Devido à problemas técnicos, o jogo foi sofrendo mais adiamentos, embora tenha sido grandemente considerado para ser lançado em 2012. Depois dos dois primeiros jogos de God of War terem sidos portados para o PlayStation 3, Ueda mencionou em uma entrevista na Tokyo Game Show o interesse em fazer o mesmo com ambos, Ico e Shadow of the Colossus. The Ico & Shadow of the Colossus Collection foi confirmada na Tokyo Game Show de 2010, e foi lançada mundialmente em setembro de 2011.
O estúdio genDESIGN deu continuidade ao desenvolvimento de The Last Guardian e, em 15 de junho de 2015, durante a conferência da Sony na E3, o jogo foi reapresentado. Dessa vez foi exibido um trailer demonstrando aspectos de sua jogabilidade. Ao final do trailer, foi revelado que o lançamento seria em 2016 para o PlayStation 4.
Depois desse re-anúncio, todos tinham especulações se veriam alguma informação do jogo novamente.
Um ano depois na E3 2016, novamente na conferência da Sony, The Last Guardian retornou com um trailer e finalmente com uma data de lançamento, dia 25 de outubro de 2016, exclusivo para o Playstation 4.

## Jogos
| Título do jogo                              | Lançamento Inicial     | Plataforma    |
| ------------------------------------------- | ---------------------- | ------------- |
| Ico                                         | 24 de setembro de 2001 | PlayStation 2 |
| Shadow of the Colossus                      | 18 de outubro de 2005  | PlayStation 2 |
| The Ico & Shadow of the Colossus Collection | 22 de setembro de 2011 | PlayStation 3 |
| The Last Guardian                           | 6 de dezembro de 2016  | PlayStation 4 |